# Сиволож
Си́волож — село в Україні, у Плисківській сільській громаді Ніжинського району Чернігівській області. До 2017 центр Сиволозької сільської ради. Населення — 993 осіб (2012 рік).

## Географія
Село розташоване в центральній частині району, за 18 км від міста Борзна (автошляхами — близько 24 км) та за 10 км від залізничної станції Плиски. Висота над рівнем моря — 131 м.
Селом протікає річка Рудка, ліва притока Борзни.

## Населення

### Мова
Розподіл населення за рідною мовою за даними перепису 2001 року:
| Мова       | Кількість | Відсоток |
| ---------- | --------- | -------- |
| українська | 974       | 98.09%   |
| російська  | 19        | 1.91%    |
| Усього     | 993       | 100%     |

## Історія

### Рання історія села до початку XX століття
Поблизу села розташовані кургани доби бронзи (II тисячоліття до н. е.). Крім того, археологами виявлені городище та поселення періоду Київської Русі (XI—XII століть). Припускають, що це залишки літописного «Граду Всеволожа», названого на ім'я чернігівського князя Всеволода Ярославича. У 1239 році град зруйнували орди Батия.
Літописний «Град Всеволож», про який йдеться в Никонівському літописі, хоча і знаходиться на території села, проте до сучасного поселення він не має жодного стосунку. Село Сиволож згадується в історичних джерелах з першої половини XVII сторіччя. Воно було засноване осадниками Речі Посполитої, а після повстання Богдана Хмельницького воно покозачилося. З 1654-го по 1663 рік село — центр Сиволозької сотні Ніжинського полку Гетьманщини.

### Післяреволюційний період і до наших днів
На фронтах Другій світовій війні билися 700 жителів Сиволожа, 300 з них за мужність і відвагу, проявлені в боях, нагороджені орденами і медалями СРСР, 347 — загинули. У роки окупації гітлерівці розстріляли 32 мирних жителя, у тому числі за активну допомогу партизанам — В. Ф. Ткаченка та його сина Сергія. На честь загиблих односельців в селі споруджено обеліск і меморіальну дошку. У бою за "визволення" Сиволожа загинули 16 воїнів. На їх братській могилі споруджено пам'ятник.
У повоєнний період у селі знаходилися колгоспи імені Жданова, за яким було закріплено 5979 гектарів сільськогосподарських угідь, у тому числі 3349 га орної землі. Це були багатогалузеві господарства, де вирощували зернові культури, картоплю, цукровий буряк, займалося м'ясо-молочним тваринництвом.
До 2020 року відносилося до Борзнянського району.

## Інфраструктура
У селі є восьмирічна школа, будинок культури, бібліотека, фельдшерсько-акушерський пункт, дитячий садок, магазини, відділення зв'язку.

## Постаті
- Ткач Лариса Юхимівна (* 1948) — поетеса, перекладачка.